# Serra de Sant Sebastià
La Serra de Sant Sebastià és una serra situada a municipi de Calaf a la comarca de l'Anoia, amb una elevació màxima de 762 metres.